# 庄内交通観光バス
庄内交通観光バス株式会社（しょうないこうつうかんこうバス）は、かつて山形県鶴岡市に本社を置いた、庄交ホールディングス傘下のバス事業者である。
2002年4月1日に、庄内交通観光バスと庄交ハイヤーの2社が合併して「庄内交通バス・ハイヤー」となったが、2012年4月1日に再び分社、社名も「庄内交通観光バス」（タクシー事業は「庄交ハイヤー」）に戻っている。
その後、2014年4月1日に庄内交通株式会社に再合併され、以降は、同社の貸切バス事業部となっている。

## 沿革
- 1977年4月 - 羽越観光バスを設立。
- 2002年4月 - 庄交ハイヤーと合併して庄内交通観光バス・ハイヤーに商号変更。
- 200x年x月 - ひらた交通を吸収合併し、平田地区のバス事業を譲り受ける。
- 2012年4月1日 - 庄交ハイヤーと分社して庄内交通観光バスに商号を変更。
- 2012年5月14日 - 本社を鶴岡市日和田町20-37から現在地に移転。
- 2014年4月1日 - 庄内交通株式会社と再合併。同社の貸切バス事業部となる。

## 事業所
- 本社
  - 山形県鶴岡市錦町4-35
- 酒田営業所
  - 山形県酒田市飛鳥字契約場47-6
- 仙台営業所
  - 宮城県名取市美田園7丁目2-5
  - 仙台進出当初は仙台市宮城野区蒲生に営業所を設置していたが、東日本大震災による津波で被災したため当地へ移転した。

## かつて運行していたバス路線
2014年4月1日以降は、全便庄内交通の運行となっている。
- もともと、ひらた交通が運行していた路線である。
- 全路線、100円の均一料金である。
- 一部便では、砂越駅前から平田総合支所前間の停留所で、庄内交通バス：酒田駅前 - 山寺線の酒田駅前行に接続し、乗り継ぎが可能である。
- 車輌は三菱ふそう・ローザが主に充当されるが、検査時などには同社の観光車輌で運行することもある。

山元・小林線
- 砂越駅前 - 平田総合支所前 - 新山 - 上茗ヶ沢 - 山元 - 小林

中の俣線
- 砂越駅前 - 平田総合支所前 - 新山 - 仁助新田 - 中の俣（円能寺）

海ヶ沢線
- 砂越駅前 - 平田総合支所前 - 新山 - 仁助新田 - 海ヶ沢